# Grabbelton
 (janvier 2017).
Grabbelton est un hebdomadaire jeunesse néerlandais publié de septembre 1950 à septembre 1954. 
Supplément du magazine familial catholique De Katholieke Illustratie, Grabbelton publie des jeux, reportages, des bandes dessinées  éducatives ou historiques ainsi que des séries d'origine britannique. Frans Piët y créa un strip dérivé de sa série principale Sjors en Sjimmie. En 1954, l'hebdomadaire fusionne avec d'autres pour devenir le magazine indépendant Sjors van de Rebellenclub, d'après le nouveau titre de la série de Frans Piët.